# 高木益太郎

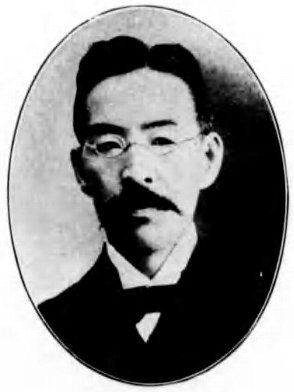
高木益太郎

高木 益太郎（たかぎ ますたろう、1869年3月7日〈明治2年1月25日〉 - 1929年〈昭和4年〉12月11日）は、日本の実業家、政治家、資産家、弁護士。
衆議院議員（当選6回）。法律新聞社長。尾西鉄道社長。法政大学総務部長、同大理事。従五位勲三等。族籍は東京府平民。

## 生涯
1869年1月25日、東京に生まれる。高木益喜の長男。幼少の頃、日本橋元浜町の尾張屋質店の丁稚小僧に出される。当時知人某が法律の不知からある高利貸しのためさんざんな目に遭わされたことに憤慨し、「弱者の味方となり、正義公正な権利擁護に尽くそう」と心機一転して法律の勉強を志す。
銀行に勤めるかたわら東京法学校（現・法政大学）に通学し、1887年に卒業する。19歳の未成年で、代言人試験に及第したが、直ちに開業せず、一介の書生として帝国大学に通学し、余暇あれば路傍に立って法律演説を為し、法律思想の普及伝播に尽くした。代言事務所を開く。1900年、『法律新聞』を創刊する。
1908年、第10回衆議院議員総選挙に出馬し、当選。立憲国民党、立憲民政党に所属。尾西鉄道社長、遠州電気、木曽川物産各取締役、東華生命保険監査役を務める。
1913年、第5回全国盲人大会（神田青年会館）に出席する。
1929年9月、蜂窩織炎を患い慶大病院に入院し、茂木博士より左足部の手術を受け、経過良好、退院の筈であったが、心身の疲労著しく突如12月11日午後9時58分脳塞栓を起して、同病院で長逝した。享年61。墓所は多磨霊園（5-1-1-7）。

## 人物

### 弁護士として
主として刑事に興味を持ち、冤罪に泣く被告の弁護に努めた。当時東京弁護士会における刑事弁護の大家花井卓蔵と共に刑事弁護士として著名だった。
浅草観音を奉仕する浅草寺の通称浅草公園六区に及ぶ広大な土地が、「維新の際、国に没収された」との理由で国を相手どり取戻しの行政訴訟を提訴して広大な土地を取戻し、浅草寺の所有権を回復した。

### 法律新聞
創刊した『法律新聞』は、下級審の裁判例を広く収載し、法律の普及と立法の資料として役立てることを目的としている。大審院判決についても「判決録」「判例集」に登載されないものも全文掲載され、法曹界の動向や外国の立法状況なども報道しており、明治・大正期の法曹界、社会状況を示す貴重な資料となっている。高木没後は娘婿の弁護士岡崎源一が継承し、1944年8月4922号をもって終刊となった。

### 人柄
『日本弁護士総覧 第2巻』では「頗る侠気に富みて気骨稜々である」、『大正人名辞典』では「江戸っ子中の任侠児」と評されている。住所は東京市日本橋区大伝馬塩町・同区本銀町四丁目、芝三田功運町。

## 家族・親族
高木家
- 父・益喜[2][6] - 金貸座頭である[注 2]。『東京名古屋現代人物誌』によると「親父は尾張の津島より出て奮闘成功したる人」という[1]。1910年10月15日に病死する[19]。
- 母・キク（1847年 - ?、東京、鈴木新吉の三女）[2]
- 義弟・藤太郎（1870年 - 1945年、地家主）[20]
- 妻・こふ[2]（1878年 - ?、三重、岡崎正也の妹）[2][13]
- 男・菊太郎（1903年 - ?）[2]
- 二男・菊松[2]（1913年 - ?、海東土地建物出資社員、法律新聞社主[21]） - 住所は東京日本橋区本町4丁目[21]。
- 三男、四男[10]
- 長女（弁護士岡崎源一の妻）[22]
- 二女[2]
- 三女（第百銀行員、佐久間勝雄の妻）[23]

親戚
- 妻の兄・岡崎正也[2]（資産家[5]、弁護士、会社役員）
- 三女の夫の父・佐久間定吉（鮮魚商、地家主）[23]
- 野口米次郎（詩人）